# Lilith (historieta)
Lilith es una historieta italiana de ciencia ficción de la casa Sergio Bonelli Editore, creada por el guionista y dibujante Luca Enoch.
Fueron editados 18 álbumes semestrales desde noviembre de 2008 a junio de 2017.

## Argumento y personajes
En un futuro lejano, la humanidad estará al borde de la extinción debido a un parásito alienígena, el Triacanto. Lilith es una cronoagente enviada a varias épocas del pasado para localizar y matar a todos los que sean inconscientemente portadores del parásito, sean figuras históricas o gente común, con el fin de evitar la hecatombe. Los asesinatos son origen de posibles modificaciones de la historia, pero eso no parece ser un problema para los Mandantes de Lilith. La joven cronoagente, cuyo verdadero nombre es Lyca, nunca podrá volver a su época y se ve obligada a viajar en el tiempo con la única compañía de Scuro, un raro animal de pelo negro, mezcla de un tigre con un perro, invisible para los demás.